# Rassenschande

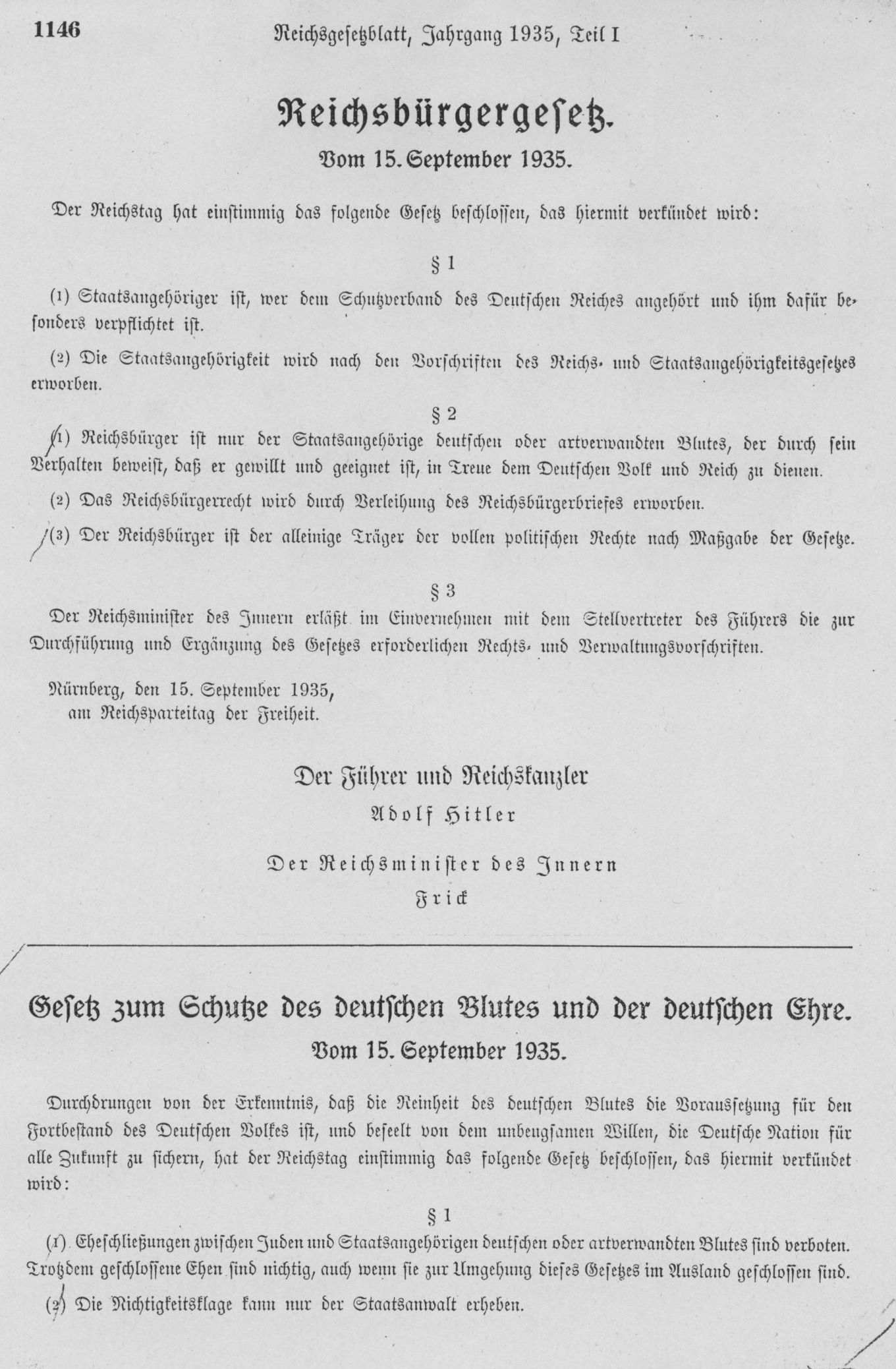
Legge sulla cittadinanza del Reich (Reichsbürgergesetz) per la protezione del sangue e dell'onore tedeschi, adottata all'unanimità dal Reichstag il 15 settembre 1935.

Il Rassenschande ("vergogna razziale") o Blutschande era un concetto usato nella politica razziale tedesca nazista contro la mescolanza razziale, relativo ai rapporti sessuali tra ariani e non ariani. Fu messo in pratica tramite diverse politiche sociali, ad esempio con il requisito del certificato ariano, e poi tramite l'applicazione di leggi come le leggi di Norimberga, adottate all'unanimità dal Reichstag il 15 settembre 1935. Inizialmente si riferivano prevalentemente ai rapporti tra i tedeschi classificati come ariani ed i non ariani, indipendentemente dalla cittadinanza; nelle prime fasi i colpevoli venivano presi di mira in modo informale, successivamente puniti sistematicamente da un apparato giuridico più repressivo.
Negli anni di guerra che seguirono, furono vietate per legge anche le relazioni tra i tedeschi del Reich (Reichsdeutsche) e i milioni di Ostarbeiter stranieri portati con la forza in Germania. Si fece di tutto per fomentare il disgusto popolare verso questi rapporti. Tali leggi erano giustificate dall'ideologia razziale nazista, che descriveva gli slavi come Untermenschen. Inoltre, c'era una ragione pratica: prima dell'entrata in vigore delle leggi, le donne polacche e sovietiche, di solito in seguito a stupri, iniziarono ad avere così tante nascite indesiderate che dovettero essere create centinaia di case speciali, dette Ausländerkinder-Pflegestätte ("asili per bambini stranieri"), per segregare o eliminare i bimbi nati da questi rapporti.

## Applicazione

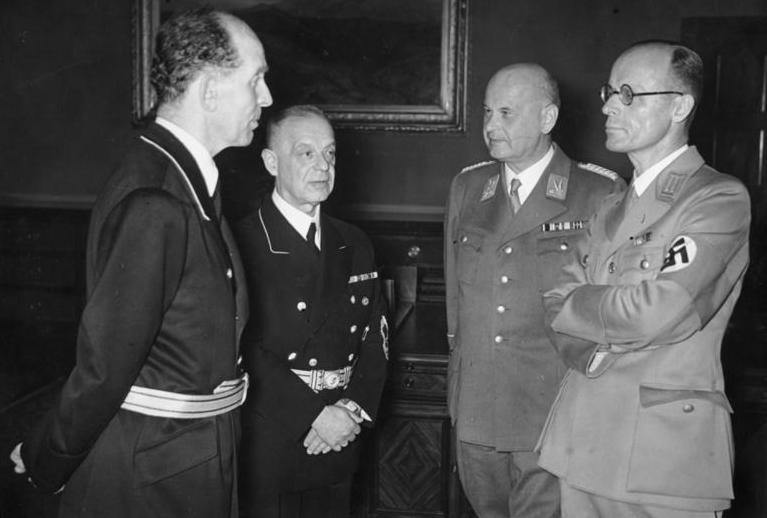
Un incontro dei quattro nazisti che hanno imposto l'ideologia nazista al sistema legale della Germania. Da sinistra a destra: Roland Freisler, Franz Schlegelberger, Otto Georg Thierack e Curt Rothenberger.

Prima dell'ascesa al potere nel 1933, Adolf Hitler biasimava spesso il degrado morale dovuto a Rassenschande ("imbastardimento"), un modo per rassicurare i suoi seguaci del suo fermo antisemitismo. Già nel 1924 Julius Streicher invocava la pena di morte per gli ebrei colpevoli di avere rapporti sessuali con i gentili.
Quando i nazisti salirono al potere, le visioni contrastanti su chi considerare ebreo generarono importanti scontri e lotte interne: si andava dall'origine ebraica pura fino alla sedicesima parte di sangue ebraico, complicando così la definizione del reato. Alcuni ritenevano che il numero dei matrimoni misti fosse troppo esiguo per essere dannoso; i nazisti come Roland Freisler lo consideravano irrilevante come causa di coinvolgimento nel "tradimento razziale". In un opuscolo del 1933 Freisler chiedeva di vietare i rapporti sessuali di "sangue misto", indipendentemente dal "sangue straniero" implicato; subì una forte critica pubblica e non ebbe nessun sostegno iniziale da parte dello stesso Hitler. Il suo superiore, Franz Gürtner, si oppose sia per ragioni di sostegno popolare, sia per questioni più problematiche: in alcuni casi le persone non sapevano di avere sangue ebraico, e queste accuse, vere o false che fossero, potevano essere usate per ricattarle.
I funzionari locali, tuttavia, stavano già chiedendo alle coppie di dimostrare di essere degne di sposarsi presentando una prova di ascendenza ariana. Nel 1934 Wilhelm Frick li invitò a vietare i matrimoni "interraziali" di loro iniziativa, ma nel 1935 li autorizzò ufficialmente a non dare corso alle richieste delle coppie miste. Anche prima che venissero approvate le leggi di Norimberga, le SS arrestavano regolarmente i "colpevoli" di contaminazione razziale e li facevano sfilare per le strade con cartelli al collo che dichiaravano tale crimine. Gli Stormtrooper agivano contro le coppie miste con aperta ostilità, per esempio, costringendo le ragazze ad andare in giro con capelli rasati e un cartello con la scritta "Mi sono data a un ebreo". I cartelli erano ampiamente usati per l'umiliazione pubblica. Das Schwarze Korps nel numero di aprile 1935 chiese leggi chiare contro la contaminazione razziale al posto della violenza non supportata dalla normativa, ma di fatto tollerata dalle autorità; Il settimanale riportò la storia di un ebreo che avrebbe indotto un'impiegata diciassettenne a fare il bagno nudi a mezzanotte; la ragazza fu salvata dal suicidio solo grazie all'intervento di una pattuglia delle SS, mentre una folla di migliaia di persone assediò la casa dell'ebreo fino a quando la polizia lo prese in custodia protettiva. Il Reichsführer-SS Himmler fu il promotore della persecuzione di coloro che erano stati accusati di Rassenschand.

## Leggi di Norimberga
Dopo l'approvazione delle leggi di Norimberga nel 1935 in Germania furono proibiti i rapporti sessuali e i matrimoni tra ariani e non ariani. All'inizio le leggi colpivano principalmente gli ebrei, ma in seguito furono estese ai rom, ai neri e alla loro progenie. Le persone accusate di contaminazione razziale venivano umiliate pubblicamente. La condanna consisteva in detenzione per un certo periodo di tempo in un campo di concentramento. La norma non prevedeva l'esecuzione capitale, ma i fori competenti la aggiravano convocando tribunali speciali per consentire l'uso della pena di morte in casi specifici.
La portata della legge fu tale che le forze della polizia non erano sufficienti per poter individuare tutte le infrazioni: più di tre quinti dei casi della Gestapo furono frutto di denunce. I tedeschi che si erano sposati con ebrei o altri non ariani prima dell'entrata in vigore delle leggi di Norimberga non erano tenuti ad annullare le loro unioni, ma venivano presi di mira e incoraggiati a divorziare.
Durante la seconda guerra mondiale fu proibito anche lo stupro delle donne ebree, ma in reatà si faceva poco per impedirlo ai soldati, che spesso uccidevano la donna per garantirsi il silenzio. L'unico caso in cui i soldati tedeschi furono perseguiti si verificò durante la campagna militare in Polonia: per lo stupro di gruppo commesso da tre soldati contro la famiglia ebrea Kaufmann a Busko-Zdrój il giudice tedesco condannò i colpevoli per Rassenschande piuttosto che per stupro.

## Lavoratori stranieri

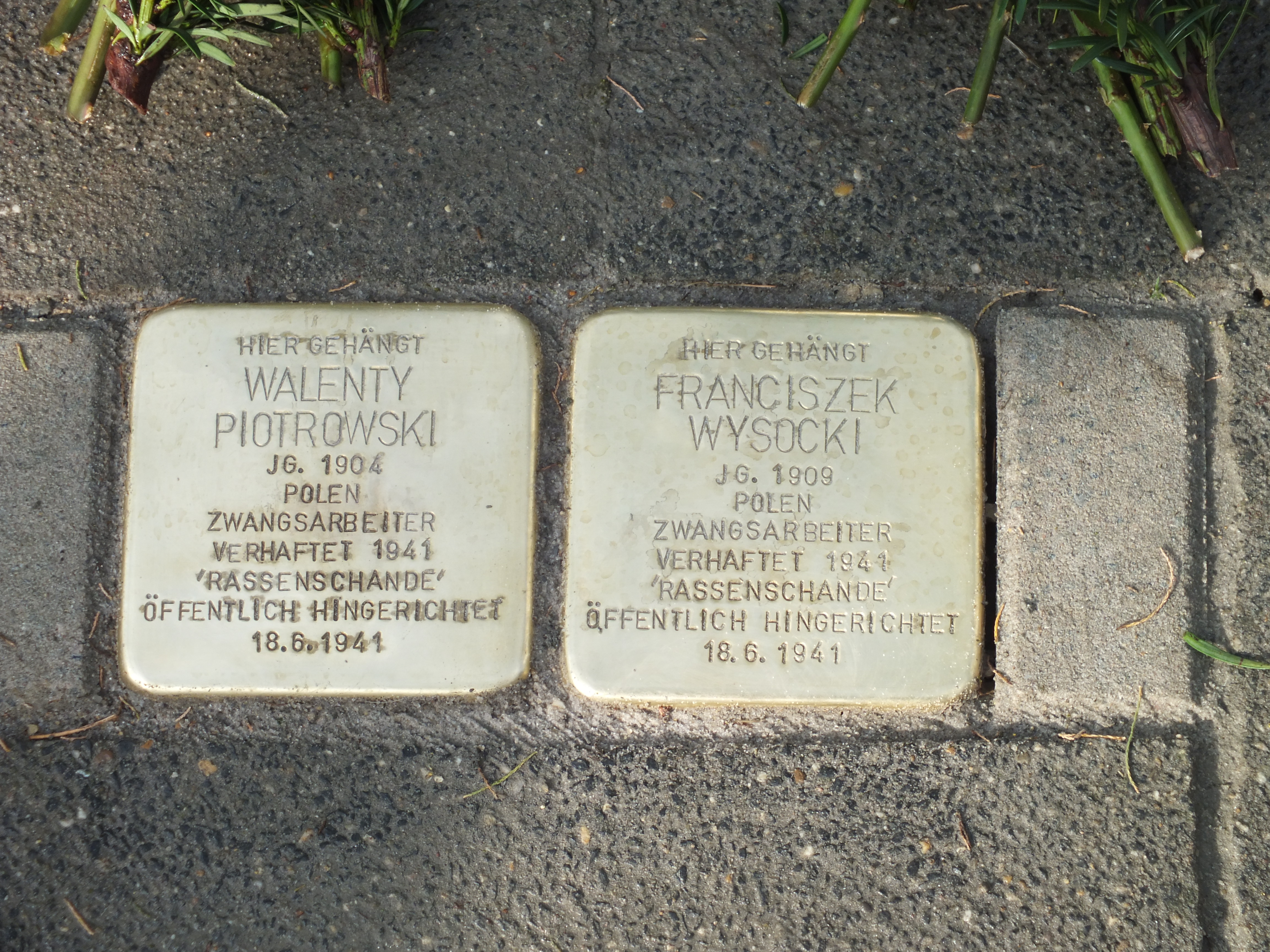
Stolperstein per Walenty Piotrowski e Franciszek Wysocki, polacchi ai lavori forzati impiccati per Rassenschande il 18 giugno 1941

Dopo l'invasione della Polonia nel 1939 i resoconti nazisti sui rapporti sessuali tra donne polacche e soldati tedeschi portarono ad una direttiva data alla stampa per sottolineare che le relazioni tra polacchi e tedeschi provocavano un declino del sangue tedesco e che qualsiasi legame con le persone di origine polacca era pericoloso. La stampa doveva descrivere i polacchi alla stregua di ebrei e zingari per scoraggiare le unioni miste. L'8 marzo 1940 il governo nazista emanò i decreti contro i lavoratori forzati polacchi in Germania, che recitavano che qualsiasi polacco "che ha rapporti sessuali con un uomo o una donna tedeschi, o si avvicina a loro in qualsiasi altro modo improprio, sarà punito con la morte».
Dopo l'inizio della guerra sul fronte orientale la legge sulla contaminazione della razza fu estesa a tutti gli stranieri non tedeschi. Un decreto di Himmler del 7 dicembre 1942 stabiliva che qualsiasi "rapporto sessuale non autorizzato" avrebbe comportato la pena di morte. La Gestapo perseguì i rapporti sessuali tra i tedeschi e gli abitanti dell'Europa orientale motivandolo dal "rischio per l'integrità razziale della nazione tedesca". Un ulteriore decreto richiedeva l'applicazione della pena di morte non solo ai lavoratori schiavi dell'Est che avevano rapporti sessuali con tedeschi, ma anche a quelli di origine occidentale, come francesi, belgi o britannici.
Durante la guerra qualsiasi donna tedesca che avesse avuto rapporti sessuali con lavoratori stranieri veniva umiliata pubblicamente facendola marciare in strada con la testa rasata e un cartello che descriveva il suo crimine.
Robert Gellately nel suo libro The Gestapo and German Society: Enforcing Racial Policy, 1933-1945 cita alcuni casi di punizione delle donne tedesche che avevano violato le leggi razziali naziste.
Nel marzo 1941, una donna tedesca sposata che aveva una relazione con un prigioniero di guerra francese si fece rasare la testa e fu condotta attraverso la città di Bramberg nella Bassa Franconia portando un cartello che diceva: "Ho macchiato l'onore della donna tedesca. "»
La politica di proibizione dei rapporti tra tedeschi e lavoratori stranieri fu perseguita al punto da far emergere il caso di due giovani tedesche, una di 16 anni stuprata e l'altra di 17 anni aggredita sessualmente, che furono fatte sfilare con la testa rasata e con i cartelli "senza onore". L'evento fu accolto con completa disapprovazione, ma fu comunque messo in atto per intimorire la popolazione al fine di evitare i polacchi. Dal 1940 in poi i polacchi venivano regolarmete impiccati in pubblico senza processo per aver avuto rapporti sessuali con donne tedesche.
Durante la guerra la propaganda nazista tentò di motivare i tedeschi a diffondere il Volkstum, la "coscienza razziale". Furono pubblicati opuscoli che incoraggiavano le donne tedesche ad evitare i rapporti sessuali con i lavoratori stranieri portati in Germania ed a considerarli un pericolo per il loro "sangue" e quindi per la purezza razziale. In particolare, tutti i rapporti con gli Ostarbeiter, anche quelli che non sfociavano in gravidanza, erano severamente puniti. Per prevenire violazioni delle leggi razziali tedesche, gli ordini prevedevano esplicitamente che i lavoratori venissero reclutati in egual numero tra uomini e donne, per non aver bisogno di bordelli. Il programma di importazione delle tate dai paesi dell'Est, tra cui la Polonia e l'Ucraina, avrebbe comportato il loro lavoro con i bambini tedeschi, e molto probabilmente lo sfruttamento sessuale; quindi, tali donne dovevano essere adatte alla germanizzazione.

## Propaganda
Inculcare l'accettazione di questa distinzione e la necessità dell'igiene razziale fu una pratica ampiamente diffusa nella propaganda nazista. Gli oratori nazisti dovevano ribadire che molti tedeschi "non conoscevano la posta in gioco", citando un titolo di giornale che aveva definito la decisione di punire i rapporti sessuali tra tedeschi ed ebrei "una strana decisione". Anche la propaganda rivolta all'estero insisteva sull'importanza di prevenire la commistione razziale con sanzioni.
La rivista Der Stürmer se ne occupò molto, parlando quasi in ogni numero di crimini sessuali commessi dagli ebrei, spesso in maniera molto vivida. Dopo l'adozione delle leggi di Norimberga, in quattro dei primi otto articoli del Der Stürmer del 1935, Streicher chiese la pena di morte in caso di contaminazione razziale. Definiva abitualmente le relazioni volontarie come "stupro" e "molestie". Il fumettista Fips disegnò, ad esempio, una madre avvilita che fuma trascurando il figlio in una pensione solitaria, con una foto del suo seduttore ebreo sul pavimento e la didascalia: "Tutto in lei è morto. È stata rovinata da un ebreo."
Neues Volk era una pubblicazione mensile dell'Ufficio per la politica razziale del NSDAP che rispondeva alle domande sulle relazioni razziali accettabili e divulgava altro materiale che promuoveva l'eccellenza della razza ariana. Per esempio, una donna tedesca sterile non poteva sposare un ebreo perché "offendeva l'onore del popolo tedesco" e doveva interrompere la relazione per non violare la legge. Il matrimonio con un cinese, anche nel caso di gravidanza, sarebbe stata una grave violazione; il permesso di soggiorno dell'uomo fu revocato. La domanda se era lecito sposare una ragazza olandese sollevò considerazioni non solo sul sangue ebraico ma anche sul sangue non bianco delle colonie: al lettore fu risposto che se l'origine razziale della sposa olandese era accettabile, il matrimonio non avrebbe causato difficoltà. Un articolo sottolineava che, sebbene i lavoratori stranieri fossero i benvenuti, i rapporti sessuali erano fuori questione.
Fu usato anche il cinema. In Friesennot un personaggio frisone si oppone a una ragazza metà russa e metà frisone che ha una relazione con un russo, perché il sangue frisone è superiore a quello russo; perciò il suo assassinio è presentato come rispettoso dell'antica usanza germanica contro "l'inquinamento razziale". In Die goldene Stadt (La città d'oro) un'innocente ragazza di campagna tedesca dei Sudeti si lascia sedurre da un ceco. Questo inquinamento razziale è uno dei motivi per cui si suicida, in un deliberato cambiamento voluto dal Ministero della Propaganda, poiché dovrebbe soffrire la figlia disgraziata piuttosto che il padre innocente, che si suicida nell'originale. In Jud Süß (Süss l'ebreo) un ebreo perseguita una pura cameriera ariana, la quale, dopo essersi concessa per non far torturare il marito, si annega. In Die Reise nach Tilsit la seduttrice polacca persuade un uomo tedesco ad uccidere la sua virtuosa moglie tedesca per scappare con lei, ma il marito fallisce e alla fine, contrito, torna dalla moglie.
Furono fatti ripetuti sforzi per propagare il Volkstum, la coscienza razziale, per prevenire i rapporti sessuali tra tedeschi e lavoratori stranieri. Gli opuscoli imponevano alle donne tedesche di evitare rapporti sessuali con tutti i lavoratori stranieri portati in Germania, citandoli come un pericolo per il loro sangue.

### Nelle scuole
«Mantieni puro il tuo sangue,

non è solo tuo,

viene da molto lontano,

scorre lontano 

pieno di migliaia di antenati,

e contiene l'intero futuro!

È la tua vita eterna.»

— Un esempio di poesia da memorizzare
L'applicazione nelle scuole prese piede così rapidamente che la produzione di libri non riusciva a tenere il passo; secondo il ministero, nessuno studente poteva laurearsi "senza aver percepito che il futuro di un Volk dipende dalla razza e dall'eredità e aver compreso il dovere che questo gli impone", e incentivò quindi l'uso di materiali ciclostilati e libri a basso costo nei corsi per insegnanti. Gli studenti dovevano imparare a memoria poesie razziste.
Verso la metà degli anni '30 furono prodotti materiali più consistenti, inclusi molti opuscoli come Can You Think Racially? Il Catechismo nazionale tedesco, molto usato nelle scuole, aveva tra le domande:
"La questione ebraica nell'educazione", un opuscolo per insegnanti, lamentava che molte ragazze e donne erano state rovinate dagli ebrei perché nessuno le aveva avvertite dei pericoli, "nessuno le aveva introdotte ai segreti e alle leggi del sangue e della razza dati da Dio." Tali unioni potevano produrre figli di sangue misto ("una creatura deplorevole, sballottata avanti e indietro dal sangue delle sue due razze"), e anche quando non succedeva, "la maledizione si attacca anche alla madre contaminata, senza mai lasciarla per il resto della vita. La contaminazione razziale è la morte razziale. La contaminazione razziale è l'omicidio incruento. Una donna contaminata dall'ebreo non può mai liberare il suo corpo dal veleno straniero che ha assorbito. È persa per il suo popolo. La Lega delle ragazze tedesche era tenuta in particolare considerazione in fatto di istruire le ragazze a scongiurare la contaminazione razziale. L'opuscolo affermava inoltre che gli ebrei evitavano tale mescolanza razziale, ma la propinavano alle altre nazioni per indebolirle.

## Sentenze
Secondo un articolo di Der Spiegel, solo ad Amburgo tra il 1936 e il 1943 i nazisti accusarono di contaminazione razziale 1 580 persone, di cui 429 condannate. La punizione per gli uomini era il lavoro forzato o la prigione. Le donne non erano soggette a procedimenti penali (secondo alcuni, a causa dell'ideologia che le presentava come sedotte piuttosto che come perpetratrici attive; secondo altri, semplicemente perché la loro testimonianza era necessaria e una testimone non doveva testimoniare contro se stessa). Potevano tuttavia essere processate per falsa testimonianza o reati simili se cercavano di proteggere il loro presunto o effettivo amante, o mandate in un campo di concentramento (il che non era gestito dal sistema giudiziario, ma deciso dalla Gestapo senza alcun controllo legale).
Quando Himmler chiese a Hitler come si doveva punire una donna colpevole di contaminazione della razza, Hitler disse "raderle i capelli e mandarla in un campo di concentramento". Julius Streicher ed altri continuarono a invocare la pena di morte, che in alcuni casi fu effettivamente comminata sfruttando leggi per reati aggravati se il "crimine" veniva commesso durante il brownout in tempo di guerra (con questo pretesto, ad esempio, fu ucciso Leo Katzenberger), se si trattava di "recidiva criminale pericolosa" e simili.
Per giustificare le condanne a morte venivano usate anche ordinanze con ampia possibilità di interpretazione degli elementi di fatto come la "Verordnung gegen Volksschädlinge", entrata in vigore il 7 settembre 1939.